# Монсеррат (монастырь)
Монастырь Святой Марии Монсерратской (кат. Monestir Santa Maria de Montserrat, исп. Monasterio de Santa María de Montserrat) — бенедиктинский монастырь, духовный символ и религиозный центр Каталонии, центр паломничества католиков со всего мира.

## Расположение

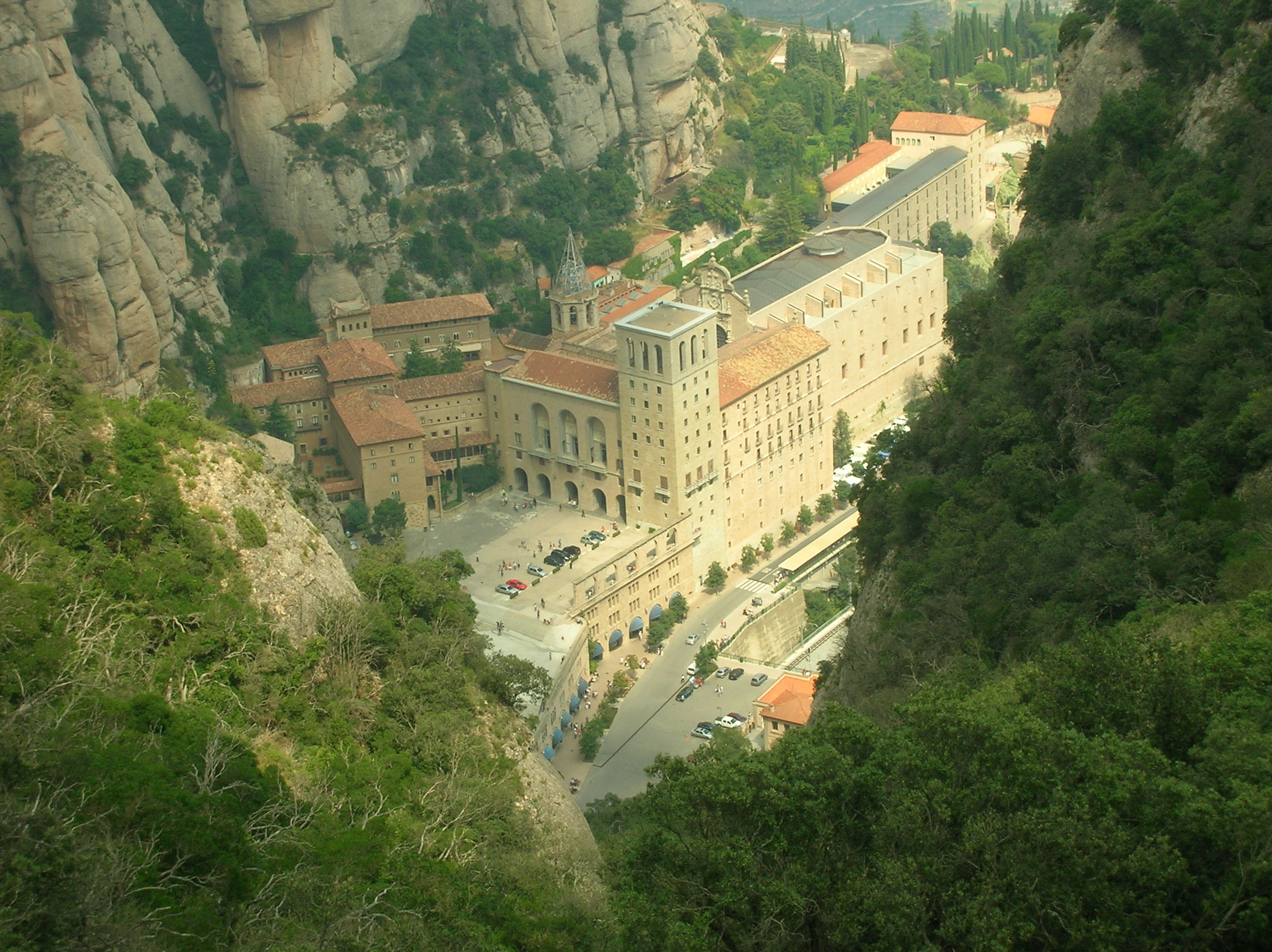
Вид на монастырь Монсеррат с горы

Монастырь, расположенный на высоте 725 м над уровнем моря, получил своё название от горы Монсеррат («Разрезанная гора»). Горный массив расположен в Испании, в 50 км к северо-западу от Барселоны, и представляет собой скопление форм выветривания.  В 1987 году природный комплекс, прилегающий к монастырю, был объявлен национальным парком Каталонии. В парке представлено более тысячи видов растений, а украшенные скульптурами и майоликой стены и горные тропы этого музея популярны как среди туристов, так и среди местных жителей. Монастырь обладает развитой туристической инфраструктурой.
К монастырю Монсеррат проложена подвесная канатная дорога. С 2003 года функционирует зубчатая железная дорога «Cremallera de Montserrat».

## История монастыря
Первое упоминание о монастыре Монсеррат датируется 880 годом. В IX веке здесь находилось четыре скита: Сан-Ачискло, Сан-Педро, Сан-Мартин и Санта-Мария (который был посвящён Деве Марии). В 1025 году здесь был заложен бенедиктинский монастырь в романском стиле. Однако его происхождение доподлинно неизвестно. Существуют сведения, что около 1011 года монах из монастыря Санта-Мария-де-Риполь прибыл в горную местность, чтобы возглавить монастырь Санта-Сечилия по приказу аббата Олибы. Но Санта-Сечилия не приняла этого решения, и поэтому Олиба решил основать монастырь Санта-Мария на месте старого скита в 1025 году. С 1082 года Санта-Мария перестала зависеть от аббата Риполя. Этот монастырь стал самым важным из всех, что существовали в горной местности, благодаря образу Богородицы, который почитался там с 880 года. На основе этих сведений возникла легенда об отшельнике Хуане Гарине, которая вдохновила культовую эпическую поэму «El Monserrate» Кристобаля де Вируэса и другие литературные и художественные произведения.
К XII веку монастырь становится святилищем, что приводит к увеличению пожертвований и получаемой милостыни, а также росту в религиозных кругах и влиянию на территории. К этому времени складывается современный романский архитектурный ансамбль монастыря. Было получено разрешение увеличить общину монахов до 12 человек — необходимого минимума, чтобы считаться аббатством. В 1476 году была построена готическая обитель.
В 1493 году король Фердинанд II направил 14 монахов из Вальядолида в монастырь, и Монсеррат стал зависим от конгрегации этого кастильского города. В течение следующих столетий аббаты как Арагонской короны, так и других областей Испании, сменяли друг друга. В том же 1493 году монах Бернат Бойль, бывший отшельник Монсеррата, сопровождал Христофора Колумба во время его второго путешествия, Колумб назвал  в честь монастыря остров в составе архипелага Малых Антильских островов, ныне британская колония.
В 1522 году паломничество в Монсеррат совершил основатель ордена иезуитов Игнатий Лойола. В 1592 году прошло освящение нового собора, построенного в стиле Возрождения с элементами готики.  Собор отличался большими размерами, в особенности с учётом того, что находился он на скалистом обрыве. В 1811 году после битвы при Монсеррате монастырь был подожжён и разрушен войсками Наполеона, а в 1812 они вновь сожгли и разграбили его. От первоначальных построек монастыря сохранились лишь романский портал собора и остатки готического клуатра. Некоторое время бенедиктинский монастырь находился в руинах и запустении. В 1844 году при поддержке бенедиктинской общины и каталонского населения началось восстановление монастыря, которое заняло около ста лет. В XX веке Монсеррат стал самым осязаемым символом Каталонии и опорой в тяжёлое время в её истории. Только в стенах собора Монсеррат во времена диктатуры Франко проводились службы и бракосочетания на запрещённом тогда каталанском языке.

## Собор

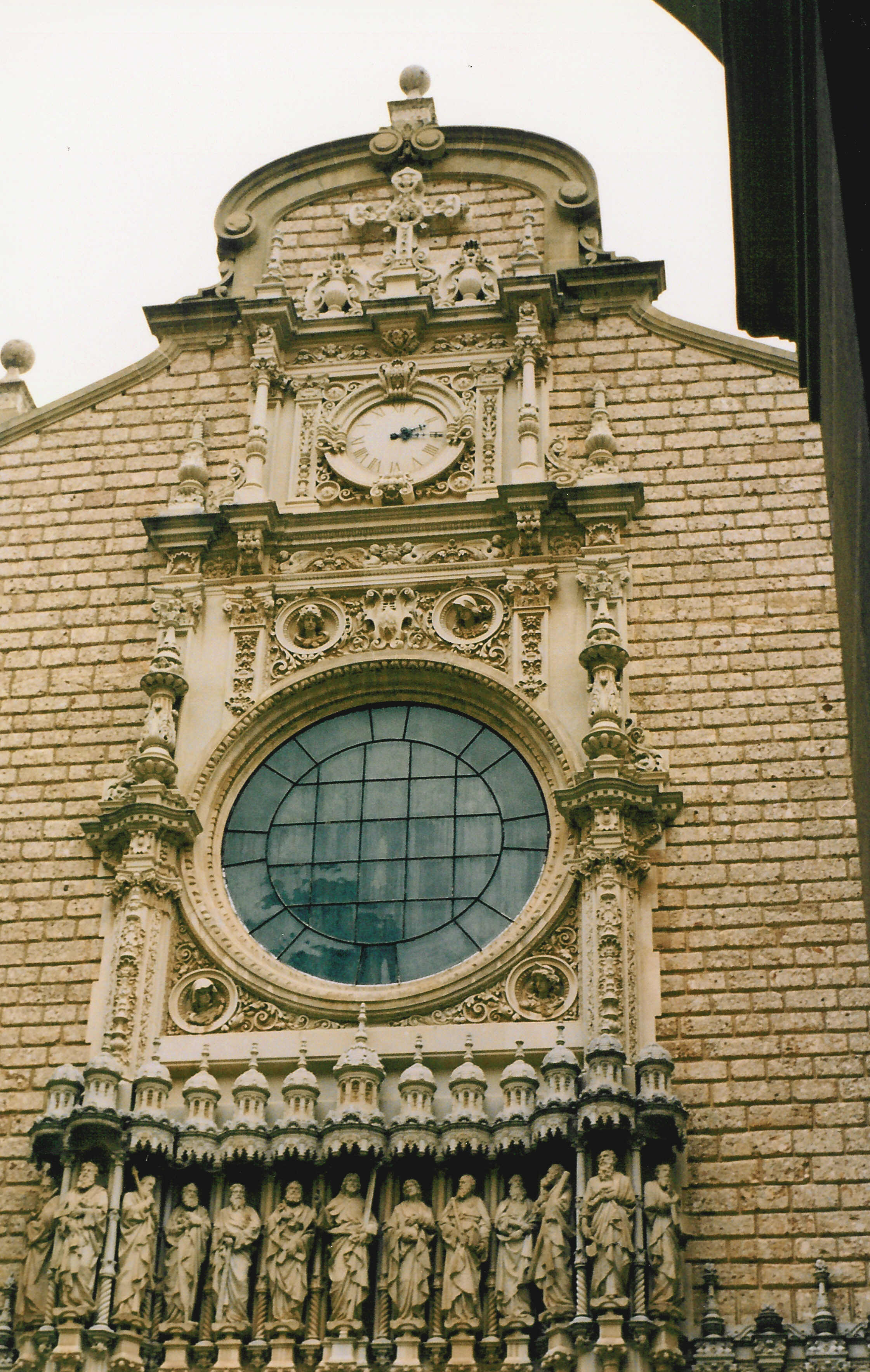
Фасад собора

Интерьер восстановленного монастырского собора, над которым трудились художники и скульпторы XIX и XX веков, представляет собой сочетание нескольких стилей с преобладанием модернизма. В 1881 году папа Лев XIII присвоил собору Монсеррата титул малой базилики. Алтарь высечен из скалы и богато украшен эмалью и серебром. В Тронном зале, отличающемся особым великолепием, с 1947 года хранится статуя Святой Непорочной Девы Марии Монсерратской. Трон Мадонны из литого серебра был воздвигнут на народные деньги в знак примирения после Гражданской войны. Светильники для Тронного зала были подарены монастырю различными общинами страны. В оформлении алтарной часовни собора принимал участие Антонио Гауди.
Ежедневно в час дня в исполнении хора мальчиков, обучающихся в музыкальной школе при монастыре «Escolania de Montserrat», в храме звучит гимн деве Марии — известное в Каталонии песнопение «Виролай» (лат. Virolai de Montserrat). Известная во всём мире музыкальная школа была основана в XIII веке и является одним из самых древних музыкальных учебных заведений Европы. Хор мальчиков принимает участие во всех торжественных литургиях.

## Чёрная Дева Монсерратская

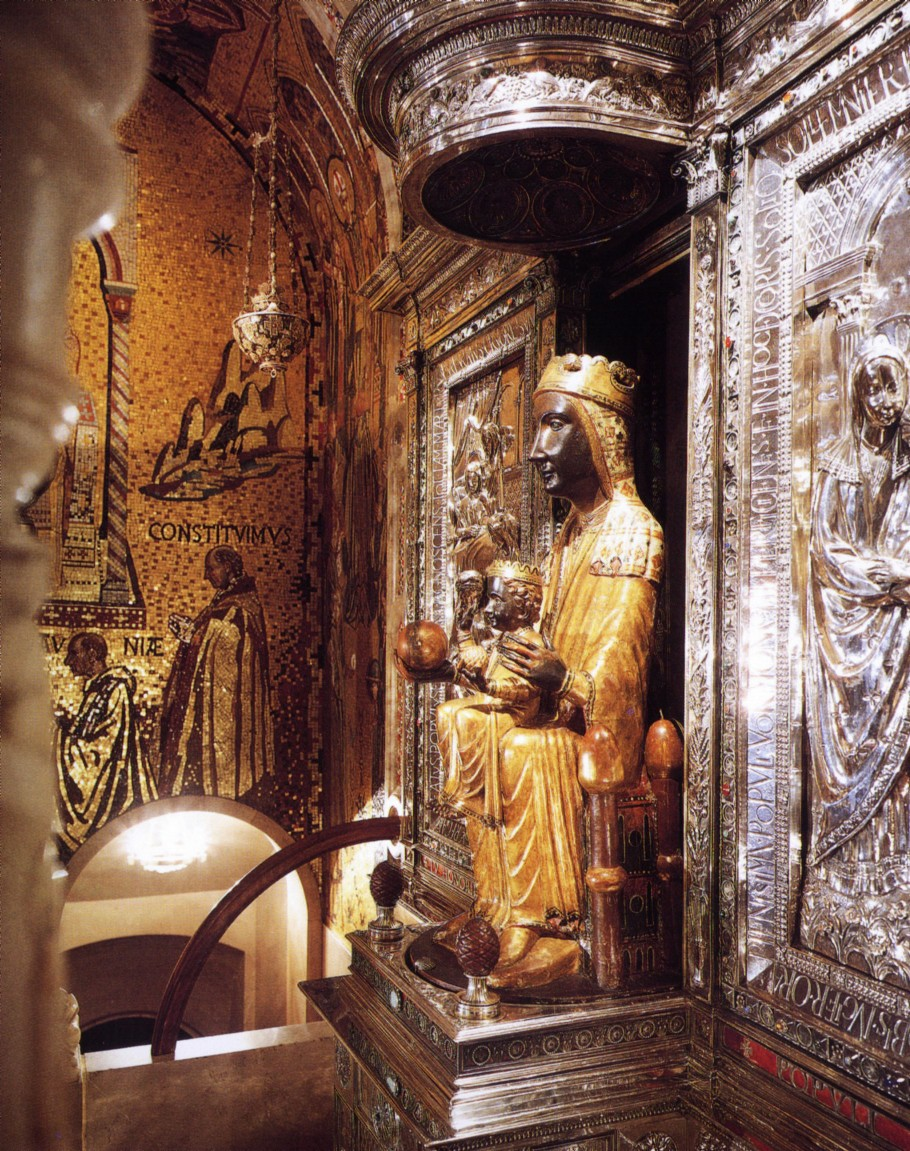
Чёрная Дева Монсерратская

Монастырь Монсеррат хранит национальную святыню Каталонии — статую Богоматери с младенцем на коленях XII века (по легенде — IX века), привлекающую в монастырь паломников со всего света. За свой тёмный цвет 95-сантиметровая статуя из чёрного тополя в золотых одеждах получила название «Чёрная мадонна», а каталонцы ласково величают её «La Moreneta» (с кат. — «Смугляночка»). Благодаря заботе спрятавших её верующих статуя уцелела во время разграбления монастыря в 1811 году. К алтарю в Тронном зале поднимается очередь, чтобы поклониться святой покровительнице Каталонии, коснуться её рукой. В здании собора имеется специальная комната, куда возвращающиеся паломники привозят символы исполнившихся желаний — свадебные платья, уже не нужные ортопедические принадлежности, и т. п.
Согласно легенде чудотворная статуя Девы Марии была обретена поселенцами в одной из пещер во времена Реконкисты.
В честь Монсерратской мадонны именем Монсеррат (сокращённо Montse Монсе) в Каталонии называют девочек. Это имя носила, например, известная сопрано Монсеррат Кабалье.

## Музей Монсеррат
На территории монастыря работает музей, где проходят выставки работ монахов. В музее открыто шесть основных экспозиций:
- археологическая, посвящённая культурному наследию Ближнего Востока;
- иконографии Девы Марии;
- драгоценностей;
- живописи XV—XVIII вв.;
- живописи и скульптуры XIX и XX вв., среди которых — работы Эль Греко, Караваджо, Луки Джордано и Джованни Баттиста Тьеполо, а также Клода Моне, Эдгара Дега, Пабло Пикассо, Франсиско Араса, Рамона Касас-и-Карбо и Сальвадора Дали;
- уникальная коллекция православных икон.

## Монастырская библиотека
Попасть в библиотеку крайне непросто. В ней хранятся рукописные средневековые книги, а также издания монастырской типографии, появившейся в XV веке. Типография относится к числу старейших на Иберийском полуострове. Собрание библиотеки насчитывает более 300 тысяч томов, 400 из которых — рукописные. Самый ценный манускрипт библиотеки — сборник XIV века Llibre Vermell, содержащий десять средневековых песен. Доступ разрешён только учёным с мировым именем, и только мужского пола. Исключений по сей день сделано не было.

## Бенедиктинцы
Бенедиктинский орден служит в Монсеррате уже более тысячи лет. В настоящее время в монастыре обитает 79 монахов. На монахов возложена работа по непосредственному приёму и обслуживанию прибывающих в Монсеррат паломников. Для паломников на территории монастыря работают монашеская гостиница, здание с кельями. В свободное время монахи занимаются творчеством, а также производят собственные натуральные продукты: вино, ликёры, торты, мёд, творог, орехи.

## Эсколания де Монсеррат
Эсколания де Монсеррат (кат. Escolania de Montserrat) при монастыре Монсеррат — один из самых древних детских хоров в мире. Есть документы, подтверждающие его существование в XIV веке. Тогда же сделаны первые изображения группы певчих в туниках, которые и сегодня придают неповторимость внешнему виду хора.
Хор состоит из 50 детей, от 9 до 14 лет. Набор производится среди детей, проживающих в Каталонии, на Балеарских островах или в Валенсийском сообществе. Проживая в монастыре, певчие получают школьное образование параллельно с музыкальным. Они осваивают игру на двух музыкальных инструментах, вокал и хоровое пение. Хор участвует в литургии, но исполняет не только духовную музыку, но и классику для хоров. С 1968 года Эсколания начинает свою концертную деятельность за пределами Монтсеррат и выступает с концертами в Каталонии, а также в Европе и на других континентах.